# Рязанский союз художников
Рязанская областная организация Всероссийской творческой общественной организации «Союз художников России» — региональное отделение Союза художников России, объединяющее художников, искусствоведов, народных мастеров на территории Рязанской области.

## История

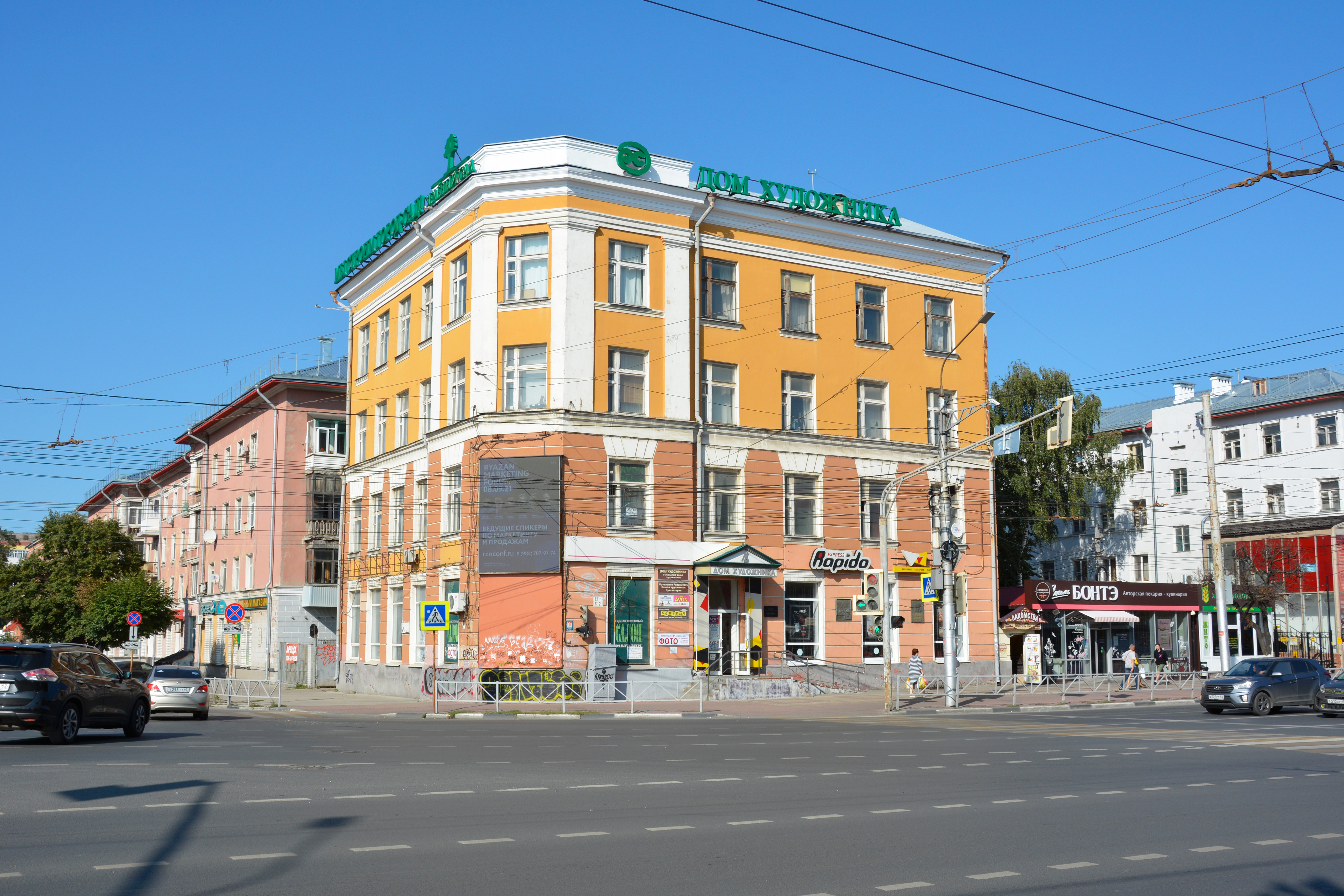
Здание Дома художника г. Рязани

7 декабря 1940 года Рязанским облисполкомом на основании Постановления Политбюро ЦК ВКП(б) от 23 апреля 1932 года «О перестройке литературно-художественных организаций» образовано Рязанское областное отделение союза советских художников СССР (ССХ) под председательством директора Рязанского художественного училища Александра Сырова (1902—1957).
После Великой Отечественной войны организация активно пополнялась вчерашними фронтовиками, за редким исключением имевшими среднее художественное образование.
Начиная с 50-х, в неё вливаются профессиональные кадры. В конце 50-х был построен «Дом художника» — здание в центре Рязани, в котором расположились творческие и производственные мастерские, выставочный зал, склад художественных материалов, администрация.
В 1960 году организация получает новое имя — Рязанская областная организация Союза художников РСФСР. С 1991 года — Рязанская областная организация ВТОО «Союз художников России».
По состоянию на 2021 год — в составе организации около 100 членов.

## Председатели

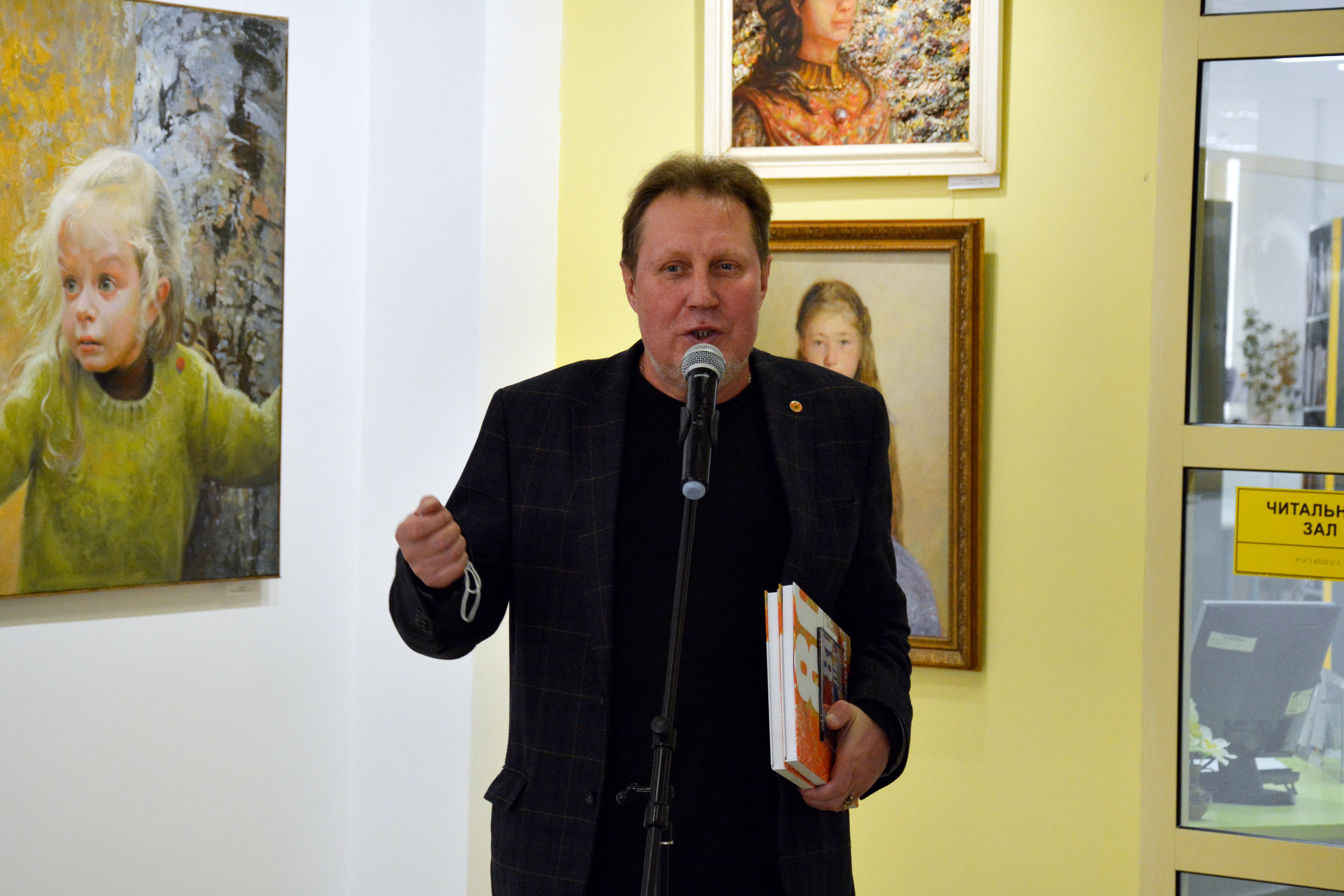
Виктор Грушо-Новицкий на открытии выставки «Я помню чудное мгновенье..» 4 марта 2021 года

- 1940—1946 Сыров Александр Васильевич
- 1946—1950 Хохлов Александр Иванович
- 1951—1957 Раков Григорий Николаевич
- 1957—1959 Хохлов Александр Иванович
- 1961—1963 Якушевский Станислав Фаустинович
- 1963—1965 Хохлов Александр Иванович
- 1965—1967 Кузнецов Юрий Павлович
- 1967—1988 Иванов Владимир Александрович
- 1988—1994 Шелковенко Михаил Константинович
- 1994—2004 Горбунов Борис Семёнович
- 2004—2018 Анисимов Алексей Сергеевич[5]
- 2018 — н/в Грушо-Новицкий Виктор Леонидович[6]

## Основные выставки

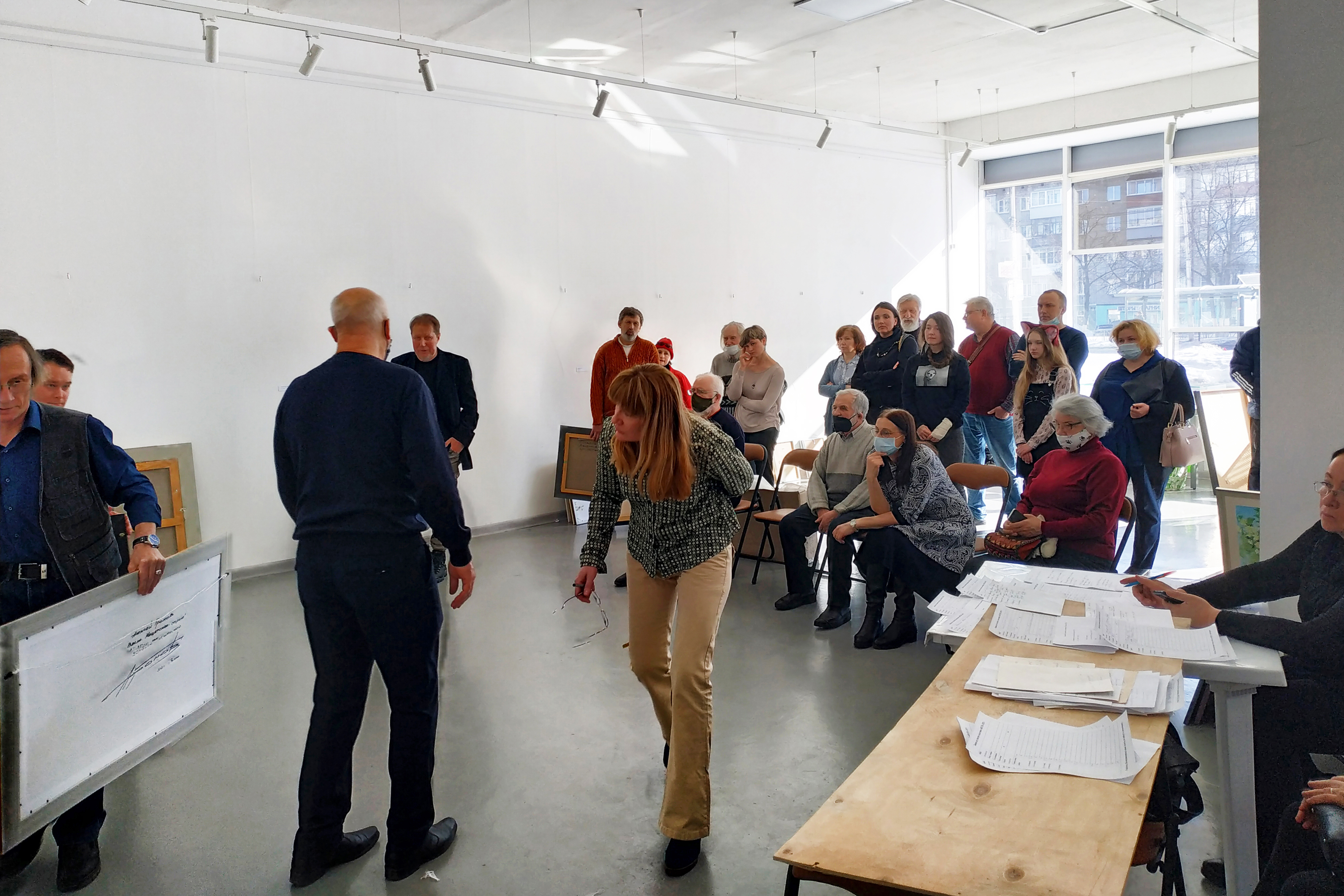
Работа выставочного комитета

- 1972 — Выставка произведений художников Рязани (Черновцы)
- 1979 — Выставка произведений Рязанских художников (Москва)
- 1989 — «Художники Рязани» (Ленинград)
- 1991 — «Искусство Рязани XX века» посвящённая 50-летию Рязанской организации СХ РСФСР (Рязань, Рязанский областной художественный музей)
- 1992 — «Художники Рязани» (Тула)
- 1994 — «Скопинская керамика, Михайловское кружево» (Санкт-Петербург, Русский музей)
- 1995 — Рязанский союз художников. Выставка к 900-летию Рязани (Москва, Выставочный зал на Тверской)
- 2005 — Выставка произведений рязанских художников (Москва, Совет Федерации).[7]

Члены Рязанского союза художников регулярно участвуют во всероссийских и зональных выставках, проводимых Союзом художников России, некоторые из которых были организованы в Рязани, такие как: V зональная художественная выставка «Художники Нечерноземья» (1980), I Республиканская художественная выставка «Физкультура и спорт в изобразительном искусстве» (1983), Выставка произведений художников России «О Русь, взмахни крылами» (1995), Всероссийская выставка, посвящённой 700-летию со дня рождения Преподобного Сергия Радонежского (2014).
Произведения рязанских художников находятся в фондах Государственной Третьяковской галереи, Государственного Русского музея, значительное собрание — в Рязанском государственном областном художественном музее им. И. П. Пожалостина и др.

## Члены Рязанского союза художников
Категория:Члены Рязанского союза художников
За всё время существования организации, государственных почётных званий удостоились около 40 человек, в том числе Народного художника Российской Федерации (Т. А. Голованова, В.В. Грумкова, Т. В. Лощинина, В. А. Минкин, Д. А. Смирнова, А. М. Титов) и Народного художника РСФСР (С. Ф. Якушевский).

## Ссылки

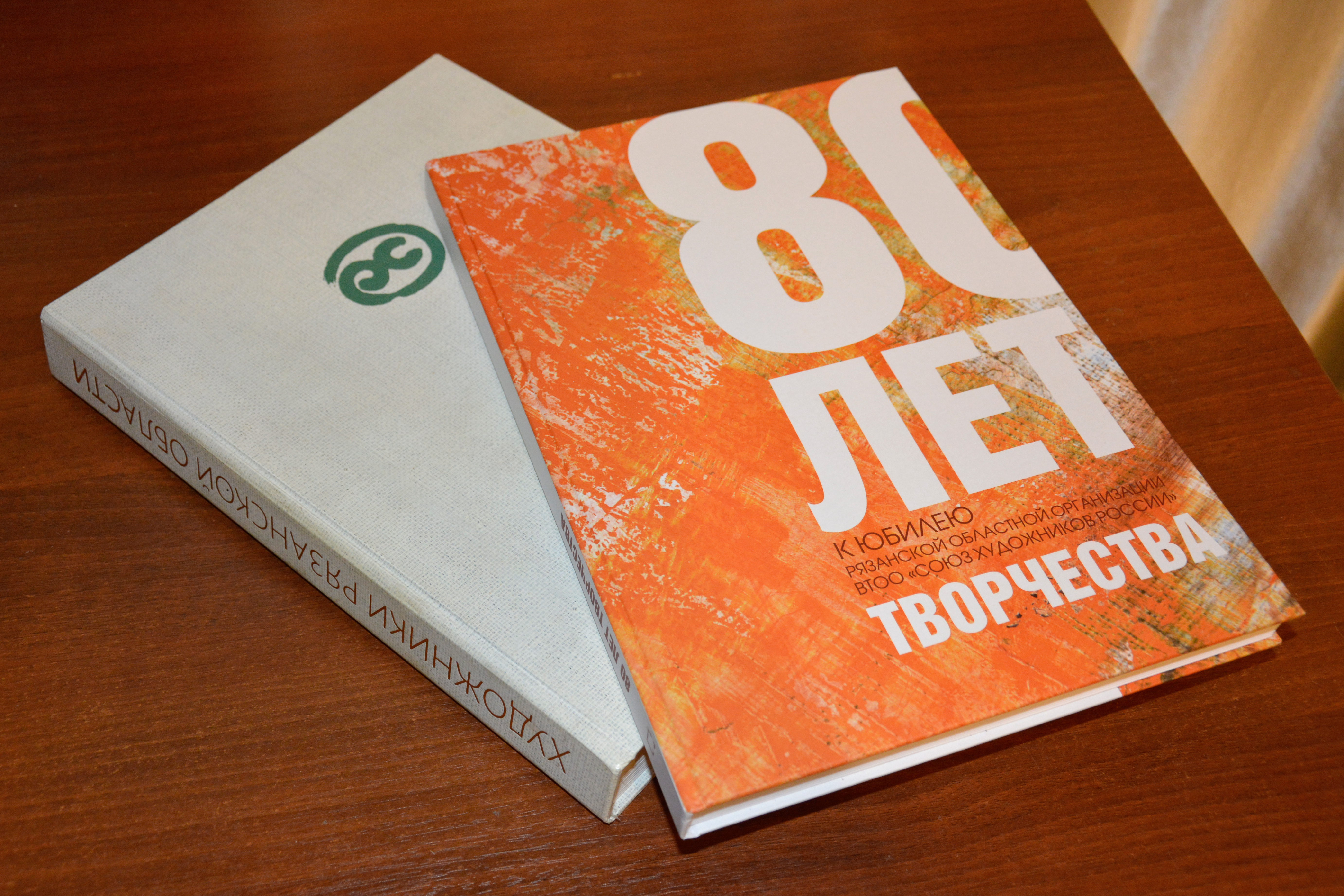
Печатные издания Рязанского союза художников